# Eleições estaduais no Rio Grande do Norte em 1974
As eleições estaduais no Rio Grande do Norte em 1974 ocorreram em duas etapas conforme previa o Ato Institucional Número Três e assim a eleição indireta do governador Tarcísio Maia e do vice-governador Genibaldo Barros foi em 3 de outubro e a escolha do senador Agenor Maria, oito deputados federais e vinte e quatro estaduais teve lugar em 15 de novembro sob um ritual aplicado aos 22 estados e aos territórios federais do Amapá, Rondônia e Roraima. Os potiguares residentes no Distrito Federal escolheram seus representantes no Congresso Nacional por força da Lei n.º 6.091 de 15 de agosto de 1974.
Para governar os potiguares foi escolhido o médico paraibano Tarcísio Maia. Nascido em Brejo do Cruz, ele se formou na Universidade Federal da Bahia em 1939 com especialização em Pediatria e foi professor da Escola Normal de Mossoró. Secretário de Educação no governo Dinarte Mariz, foi eleito deputado federal pela UDN em 1958 e candidatou-se a vice-governador na chapa derrotada de Dinarte Mariz em 1965, ano em que assumiu a presidência do Instituto de Previdência e Assistência aos Servidores do Estado (IPASE), onde permaneceu três anos. Representante do Ministério da Educação junto à Superintendência do Desenvolvimento do Nordeste, foi escolhido governador do Rio Grande do Norte via ARENA pelo presidente Ernesto Geisel em 1974. Seu irmão, João Agripino Filho, foi eleito governador da Paraíba pela UDN em 1965.
Nascido em Currais Novos e graduado na Universidade Federal do Rio Grande do Norte, o médico Genibaldo Barros foi professor da referida instituição e dirigiu o Sanatório Getúlio Vargas em Natal antes de ocupar o cargo de secretário de Saúde no governo Cortez Pereira. Filiado à ARENA, foi eleito vice-governador potiguar em 1974.
Nascido em São Vicente, Agenor Maria sentou praça na Escola de Aprendizes-Marinheiros do Ceará por conta da Segunda Guerra Mundial. Após deixar a Marinha do Brasil voltou à cidade onde nasceu estabelecendo-se como agricultor e depois comerciante, profissões que intercalou com a de funcionário do Instituto Nacional do Sal no Rio de Janeiro. Eleito vereador em Natal via PSD em 1954 e 1958, fundou a Cooperativa dos Plantadores de Algodão do Rio Grande do Norte em 1960. Eleito deputado estadual em 1962, filiou-se à ARENA e nela foi eleito suplente de deputado federal em 1966 chegando a exercer o mandato. Contrário à cassação de Aluízio Alves pelo Regime Militar de 1964, ingressou no MDB e embora tenha perdido a prefeitura de Currais Novos em 1972, foi eleito senador em 1974.

## Resultado da eleição para governador
A eleição ficou a cargo da Assembleia Legislativa do Rio Grande do Norte e nela a chapa vencedora recebeu todos os votos do partido governista enquanto os seis deputados de oposição se abstiveram.
| Candidatos a governador do estado | Candidatos a vice-governador | Número | Coligação             | Votação | Percentual |
| --------------------------------- | ---------------------------- | ------ | --------------------- | ------- | ---------- |
| Tarcísio Maia ARENA               | Genibaldo Barros ARENA       | -      | ARENA (sem coligação) | 12      | 100%       |
| Fontes:                           |                              |        |                       |         |            |

## Resultado da eleição para senador
Conforme o Tribunal Superior Eleitoral houve 404.683 votos nominais (90,81%), 23.969 votos em branco (5,38%) e 16.978 votos nulos (3,81%) resultando no comparecimento de 445.630 eleitores.
| Candidatos a senador da República | Candidatos a suplente de senador | Número | Coligação             | Votação | Percentual |
| --------------------------------- | -------------------------------- | ------ | --------------------- | ------- | ---------- |
| Agenor Maria MDB                  | Maria Lucena MDB                 | -      | MDB (sem coligação)   | 212.635 | 52,54%     |
| Djalma Marinho ARENA              | José Nilson de Sá ARENA          | -      | ARENA (sem coligação) | 192.048 | 47,46%     |
| Fontes:                           |                                  |        |                       |         |            |

## Deputados federais eleitos
São relacionados os candidatos eleitos com informações complementares da Câmara dos Deputados. Houve 373.199 votos válidos (83,75%), 42.299 votos em branco (9,49%) e 30.132 votos nulos (6,76%) resultando no comparecimento de 445.630 eleitores.

Representação eleita
  ARENA: 5
  MDB: 3

| Deputados federais eleitos | Partido | Votação | Percentual | Cidade onde nasceu | Unidade federativa  |
| Henrique Eduardo Alves     | MDB     | 74.632  | 17,96%     | Rio de Janeiro     | Rio de Janeiro      |
| Wanderley Mariz            | ARENA   | 52.769  | 12,70%     | Caicó              | Rio Grande do Norte |
| Vingt Rosado               | ARENA   | 49.737  | 11,97%     | Mossoró            | Rio Grande do Norte |
| Pedro Lucena               | MDB     | 37.327  | 8,98%      | Pirpirituba        | Paraíba             |
| Ney Lopes                  | ARENA   | 36.966  | 8,90%      | Natal              | Rio Grande do Norte |
| Antônio Florêncio          | ARENA   | 35.594  | 8,57%      | Pau dos Ferros     | Rio Grande do Norte |
| Ulisses Potiguar           | ARENA   | 24.279  | 5,84%      | Parelhas           | Rio Grande do Norte |
| Francisco Rocha            | MDB     | 22.342  | 5,38%      | Patu               | Rio Grande do Norte |
| Fontes:                    |         |         |            |                    |                     |

## Deputados estaduais eleitos
A Assembleia Legislativa do Rio Grande do Norte recebeu quinze representantes da ARENA e nove do MDB.

Representação eleita
  ARENA: 15
  MDB: 9

Fonteː
| Deputados estaduais eleitos        | Partido | Votação | Percentual | Cidade onde nasceu   | Unidade federativa  |
| Carlos Alberto de Sousa            | MDB     | 27.777  | 6,86%      | Natal                | Rio Grande do Norte |
| Garibaldi Alves Filho              | MDB     | 18.469  | 4,56%      | Natal                | Rio Grande do Norte |
| Márcio Djalma Cavalcante Marinho   | ARENA   | 18.388  | 4,54%      | Natal                | Rio Grande do Norte |
| Vivaldo Costa                      | ARENA   | 15.598  | 3,85%      | Caicó                | Rio Grande do Norte |
| José Patrício de Figueiredo Júnior | ARENA   | 14.335  | 3,54%      | Alexandria           | Rio Grande do Norte |
| Alcimar Torquato de Almeida        | ARENA   | 12.795  | 3,16%      | Luís Gomes           | Rio Grande do Norte |
| Dalton Barbosa Cunha               | ARENA   | 12.489  | 3,08%      | Apodi                | Rio Grande do Norte |
| Demócrito de Souza Paiva           | ARENA   | 11.650  | 2,87%      | Parnamirim           | Rio Grande do Norte |
| Iberê Ferreira                     | MDB     | 10.975  | 2,71%      | Natal                | Rio Grande do Norte |
| João Newton da Escóssia            | ARENA   | 10.925  | 2,69%      | Mossoró              | Rio Grande do Norte |
| Dary de Assis Dantas               | ARENA   | 9.954   | 2,45%      | Serra Negra do Norte | Rio Grande do Norte |
| Adjuto Dias de Araújo              | ARENA   | 9.917   | 2,45%      | Caicó                | Rio Grande do Norte |
| José Marcílio Furtado              | ARENA   | 9.677   | 2,39%      | Touros               | Rio Grande do Norte |
| Magnus Kelly de Miranda Rocha      | MDB     | 9.260   | 2,28%      | Extremoz             | Rio Grande do Norte |
| Nelson Queiroz dos Santos          | ARENA   | 9.199   | 2,27%      | Jucurutu             | Rio Grande do Norte |
| Teodorico Bezerra                  | ARENA   | 9.111   | 2,25%      | Santa Cruz           | Rio Grande do Norte |
| Luiz Lopes da Silva Sobrinho       | MDB     | 8.666   | 2,14%      | Mossoró              | Rio Grande do Norte |
| Antônio Câmara                     | MDB     | 8.565   | 2,11%      | João Câmara          | Rio Grande do Norte |
| Luiz Antônio Vidal                 | ARENA   | 8.556   | 2,11%      | Santo Antônio        | Rio Grande do Norte |
| Francisco de Assis Freitas Amorim  | MDB     | 8.552   | 2,11%      | Mossoró              | Rio Grande do Norte |
| Roberto Brandão Furtado            | MDB     | 8.267   | 2,04%      | Natal                | Rio Grande do Norte |
| Olavo Montenegro                   | MDB     | 8.252   | 2,03%      | Assu                 | Rio Grande do Norte |
| Antônio Willy Saldanha             | ARENA   | 8.229   | 2,03%      | São José do Seridó   | Rio Grande do Norte |
| Nelson Borges Montenegro           | ARENA   | 8.177   | 2,02%      | Ipanguaçu            | Rio Grande do Norte |
| Fontes:                            |         |         |            |                      |                     |